# Stazione di Palazzolo sull'Oglio
La stazione di Palazzolo sull'Oglio è una stazione ferroviaria della linea Lecco-Brescia situata presso l'omonimo comune. Da quest'impianto si dirama la linea ferroviaria per Paratico-Sarnico, dismessa al traffico ordinario e servita solo da saltuari treni turistici.
La gestione del movimento e delle strutture dell'impianto ferroviario è affidata a RFI.

## Storia
La stazione fu aperta il 12 ottobre 1857, giorno dell'inaugurazione del vicino ponte ferroviario sull'Oglio e del tronco Treviglio-Bergamo-Coccaglio, tratto finale della ferrovia Milano-Venezia, allora chiamata anche Ferdinandea. Quest'ultima, a seguito di numerose discussioni da parte dei notabilati locali e diverse progettazioni, effettuava un percorso diverso da quello attuale. Dal 5 marzo 1878, giorno in cui fu aperto il tronco della direttissima Treviglio-Rovato, la stazione divenne scalo della ferrovia Bergamo-Brescia.
Nel marzo 1872, durante le fasi iniziali del dibattito sulla costruzione della direttissima, la stazione fu al centro di un progetto alternativo definito come Treviglio-Palazzolo-Sarnico. Questa linea, se realizzata, avrebbe congiunto la stazione di Treviglio a quella di Palazzolo. In questo modo si sarebbe ridotto il percorso ferroviario tra la cittadina bergamasca e Brescia, obiettivo della direttissima, sostenendo costi minori e rendendo conveniente la costruzione di un raccordo tra la Ferdinandea e il Lago d'Iseo. Il progetto palazzolese, nonostante l'appoggio informale della Società per le Ferrovie dell'Alta Italia (SFAI), a cui spettava il compito di costruire la linea diretta, non andò oltre la semplice fase progettuale. Tuttavia tre membri del comitato promotore costituenti la società Gregorini, Cicogna & Mazzuchelli, ottennero con R.D. 28 agosto 1873, n. 1580, la costruzione di una linea ferroviaria che dalla stazione di Palazzolo giungesse a Paratico, paese posizionato anch'esso sulla sponda del Lago d'Iseo, di fronte a Sarnico.
La ferrovia Palazzolo-Paratico fu inaugurata il 31 agosto 1876 e, fino al giugno 1966, anno in cui fu soppresso il servizio passeggeri, la stazione fu capolinea dei treni locali che espletavano servizio lungo la breve linea. Presso lo scalo merci palazzolese, inoltre, transitavano tutte le merci provenienti o destinate a Paratico-Sarnico, tanto che fino al 1943 esso era il più trafficato della provincia di Brescia dopo quello del capoluogo.
Tra il 23 luglio 1944 e il 27 aprile 1945, la stazione e il vicino ponte ferroviario sul fiume Oglio subirono trentadue bombardamenti, uno dei quali danneggiò gli scambi che immettevano verso Paratico, bloccando la linea per una quindicina di giorni.
Il servizio merci sulla linea per Paratico fu mantenuto fino al 1998. A partire dal 1994, la breve linea fu impiegata dall'associazione FBS - Ferrovia del Basso Sebino, in seguito FTI - Ferrovie Turistiche Italiane, per servizi viaggiatori turistici, grazie ad un accordo con le Ferrovie dello Stato.
Tra luglio 2018 e febbraio 2020, il piazzale binari della stazione fu oggetto di un profondo rinnovo con la costruzione di nuovi marciapiedi a norma, di pensiline e di un sottopassaggio. Per consentire l'allargamento del marciapiede a servizio del secondo binario, si è proceduto all'eliminazione del terzo.

## Strutture ed impianti

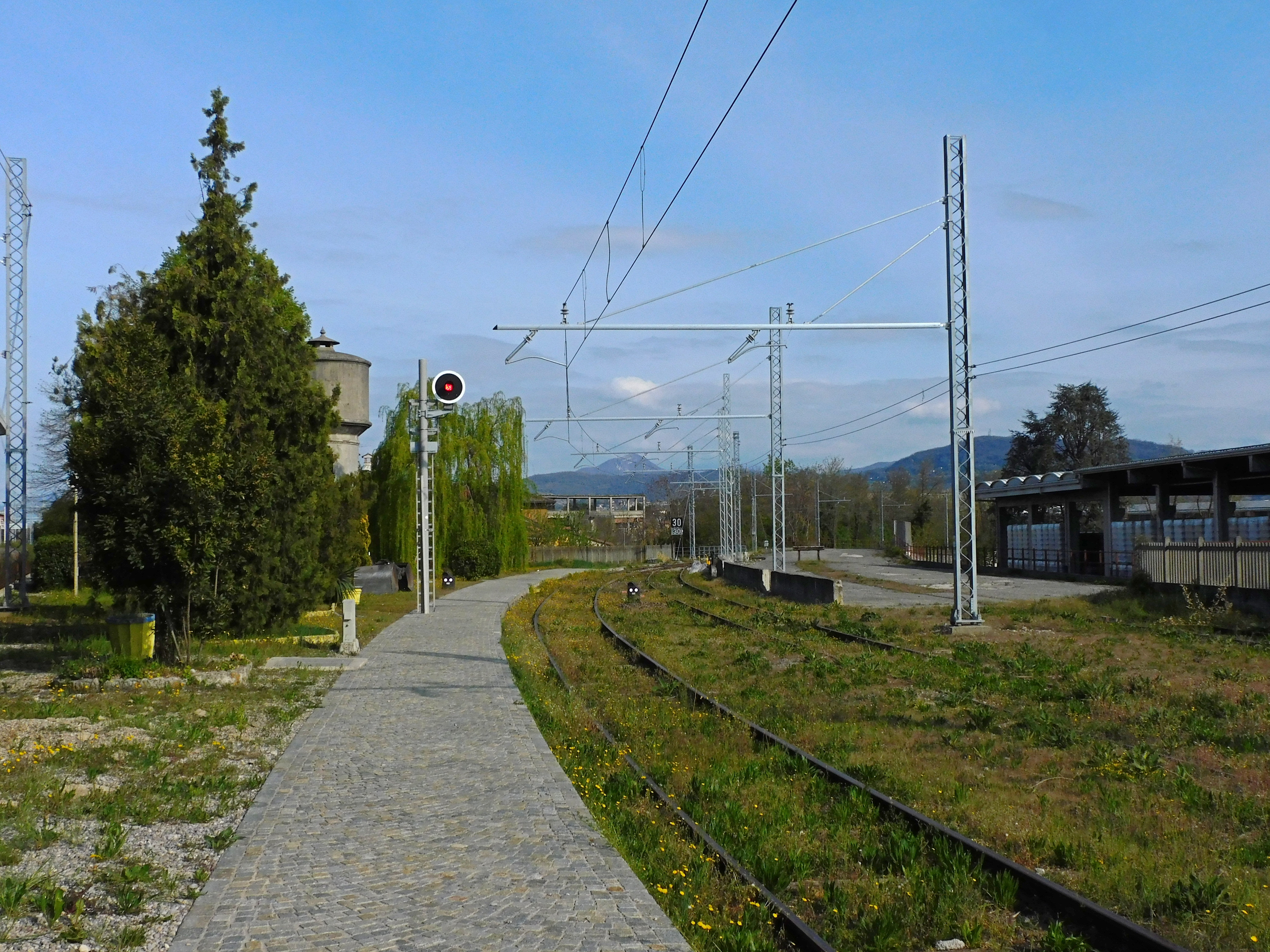
I binari del fascio a servizio della ferrovia Palazzolo-Paratico.

La stazione è dotata di un fabbricato viaggiatori, di uno scalo merci con annesso magazzino, di un edificio adibito al servizio ristorante. È presente la torre del rifornitore.
Dopo il rinnovo dell'impianto nel 2019, il piazzale binari è composto da due fasci. Il primo è a servizio della linea Bergamo-Brescia ed è composto da due binari, entrambi adibiti al servizio passeggeri, di cui il primo di corsa e il secondo di scalo. Il secondo fascio è a servizio della linea per Paratico-Sarnico: il quarto binario è dotato di marciapiede per garantire l'accesso dei viaggiatori ai treni turistici, mentre il quinto è di servizio al precedente. Lo scalo merci è dotato di altri due binari tronchi, mentre un sesto binario, anch'esso tronco, serviva il vicino cementifico. Prima del rinnovo, la stazione era dotata di un terzo binario, di scalo, a servizio della Bergamo-Brescia.
Il fabbricato viaggiatori è composto da un corpo centrale dotato di due livelli fuori terra e da due ali a un unico piano sovrastate entrambe da una terrazza. L'esterno si presenta con lesene in pietra e cornicioni in mattoni intonacati, mentre le aperture al piano terra sono ornate da archi a tutto sesto. Il fabbricato risulta presenziato da un Ufficio Movimento, dotato di Apparato centrale elettrico a itinerari (ACEI), e ospita anche una sala d'attesa accessibile all'utenza e munita di biglietteria.

## Servizi
La stazione dispone di:
- Bar
- Biglietteria automatica
- Sala d'attesa

## Movimento

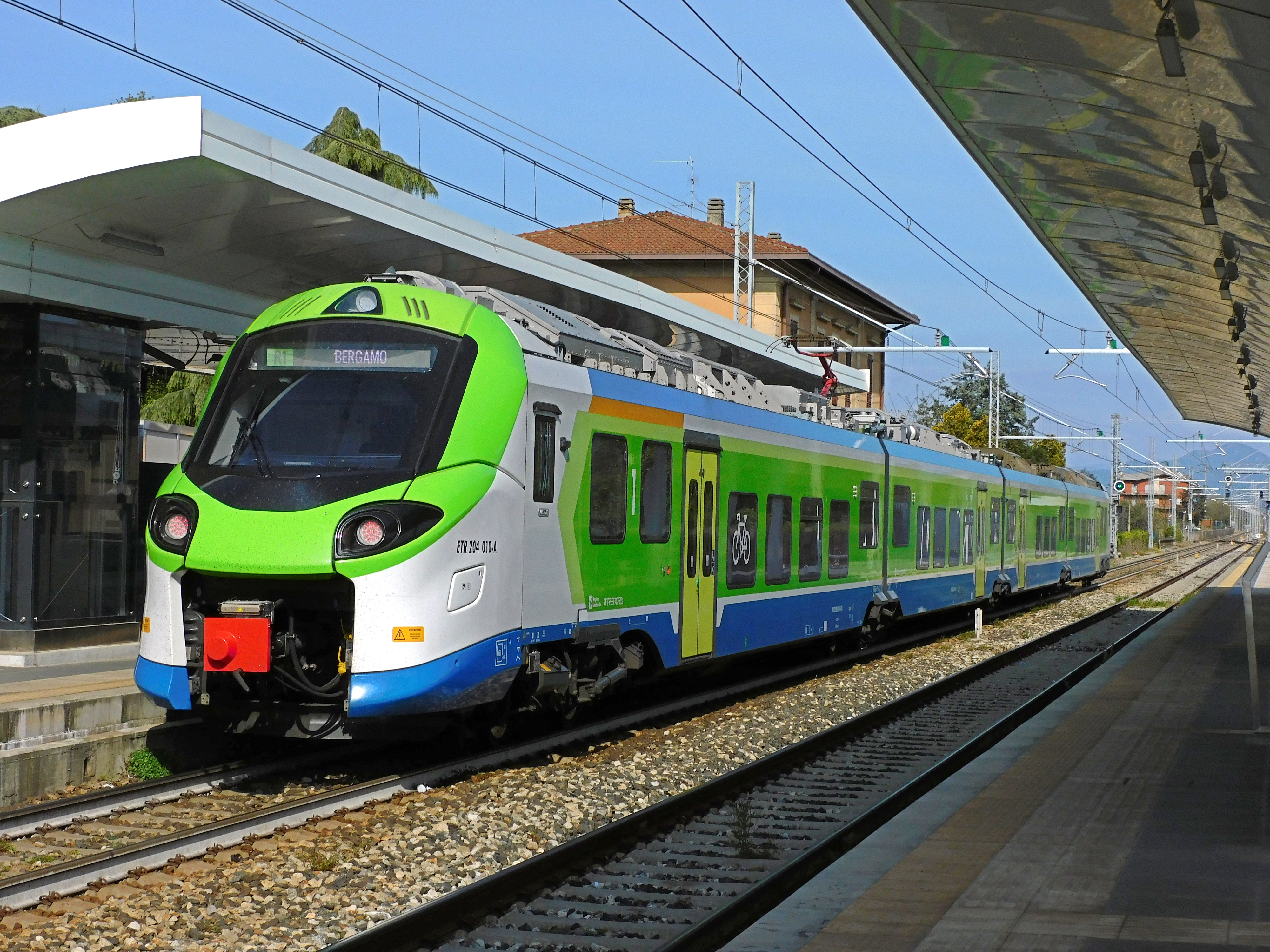
L'ETR 204.010 di Trenord in sosta sul primo binario della stazione.

La circolazione presso lo scalo ferroviario è regolato dal Dirigente Centrale Operativo di Milano Greco Pirelli, il quale svolge anche la funzione di Dirigente Movimento per la stazione di Paratico-Sarnico.
La stazione è servita dai treni regionali Trenord della relazione Bergamo-Brescia. Nei giorni di sabato e nei festivi è servita anche da una coppia di corse della Freccia della Versilia, effettuato da Trenitalia; negli altri giorni, le tracce di questo servizio sono utilizzate da una coppia di corse Bergamo-Cremona di Trenord.